# Energy Institute
L'Energy Institute (EI) est un organisme professionnel agréé britannique du secteur de l'énergie. Il est issu de la fusion en 2003 de l'Institute of Petroleum, créé en 1913, et de l'Institute of Energy, créé en 1925.
Il organise des formations, délivre des diplômes de technicien, d'ingénieur et de gestionnaire d'énergie agréé, organise des recherches, un centre de documentation, des conférences, etc.
En 2023, BP lui transmet le relais pour publier chaque année la Statistical Review of World Energy, qui fait référence dans le secteur de l'énergie.

## Historique

### Institute of Petroleum
L'Institute of Petroleum (IP) est fondé en 1913 à Londres sous le nom d'Institution of Petroleum Technologists par Boverton Redwood et Arthur Eastlake. Initialement réservé aux professionnels des techniques pétrolières, il s'ouvre en 1938 à toutes les professions de l'industrie du pétrole et du gaz et adopte la dénomination d'Institute of Petroleum. Il devient une référence dans le domaine des normes et des méthodologies.

### Institute of Energy
L'Institute of Energy (IOE) est issu de l'Institution of Fuel Economy Engineers (IFEE), créé en 1925 pour étudier la combustion, et de l'Institution of Fuel Technology (IFT), créé en 1926 pour approfondir la connaissance de la carbonisation à basse température du charbon, qui fusionnent en 1927 pour former l'Institution of Fuel (IoF). L'IoF est rebaptisé en 1979 The Institute of Energy (IoE) pour étendre son domaine aux énergies nucléaire et renouvelables.

### Energy Institute
En juillet 2003, l'Energy Institute est créé par fusion de l'IP et de l'IoE.

## Organisation et activités
L'EI est un « organisme de bienfaisance enregistré » (registered charity) créé pour promouvoir la connaissance de l'énergie dans toutes ses applications pour le bien public ; ses activités sont la recherche, la formation, la documentation, les conférences, congrès et séminaires, le développement de codes de bonnes pratiques, les prix et récompenses.
L"EI a plusieurs catégories de membres : étudiant, membre associé, membre affilié, membre technicien, membre, compagnon. Il est investi de l'autorité pour décerner des titres de technicien, d'ingénieur et de gestionnaire d'énergie agréé.

## Publications
Le journal officiel de l'EI est le Journal of the Energy Institute, publié par Elsevier. EI publie aussi deux magazines pour ses adhérents, New Energy World et Petroleum Review.
En 2023, l'Energy Institute (EI) prend le relais de BP pour publier la 72e édition de la Statistical Review of World Energy,.
Le Monde du 26 juin 2023 consacre un article aux données fournies par l'Energy Institute sur les émissions de CO2 du secteur énergétique en 2022 dans son rapport Statistical Review of World Energy.